# Maria Cino

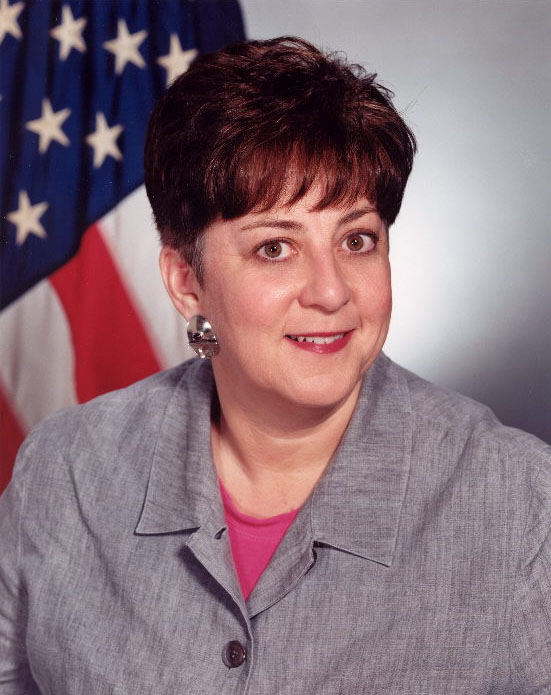
Maria Cino

Maria Cino (* 19. April 1957 in Buffalo, New York) ist eine US-amerikanische Politikerin.

## Biografie
Cino absolvierte ein Studium am St. John Fisher College, das sie mit einem Bachelor of Arts (B.A.) abschloss. Ihre berufliche Laufbahn begann sie als Mitarbeiterin des Republican National Committee, dem nationalen Organisationsgremium der Republikanischen Partei, das verantwortlich für die Koordinierung des Fundraising, die Koordinierung der Wahlkampfstrategie, sowie die Entwicklung und nationsweite Darstellung der politischen Positionen der Gesamtpartei ist. Dort war sie zunächst von 1981 bis 1983 Direktorin des Programms für Politische Bildung und danach Direktor für Kommunale Programme. Zuletzt war sie von 1985 bis 1986 Verwaltungsassistentin des Politischen Direktors des National Committee.
Danach arbeitete sie als Analystin für American View Point, ehe sie 1989 bis 1993 Stabschefin des Abgeordneten des US-Repräsentantenhauses für den 31. Wahlbezirk New Yorks, Bill Paxon, war. In der Folgezeit war sie bis 1997 Verwaltungsdirektorin und Chief Operating Officer (COO) des Republican National Committee. Von 1999 bis 2000 war sie erst Nationale Politische Direktorin von „Bush for President, Inc.“ und danach bis 2001 Stellvertretende Vorsitzende des Republican National Committee.
Nach dem Amtsantritt von George W. Bush als US-Präsident wurde sie 2001 Assistentin des Handelsministers (Assistant Commerce Secretary) und zugleich Generaldirektorin des Außenhandelsdienstes. Während Bushs zweiter Amtszeit wurde sie 2005 zunächst Stellvertretende Verkehrsministerin (Deputy Secretary of Transportation), ehe sie vom 8. Juli bis zum 17. Oktober 2006 für den zurückgetretenen Norman Mineta kommissarische Verkehrsministerin (Secretary of Transportation) war. Im März 2007 wurde sie Chief Operating Officer des Organisationskomitees für die Republican National Convention 2008.
Im Januar 2011 bewarb sie sich um den Vorsitz des Republican National Committee. Bei der Wahl durch die Parteidelegierten erzielte Reince Priebus im siebten Wahlgang mit 97 Stimmen die absolute Mehrheit; Cino, die zeitweise den zweiten Platz in den Abstimmungen belegt hatte, wurde letztlich Dritte hinter Saul Anuzis.